# Al Borde
Al Borde é uma revista de música americana em espanhol fundada em Los Angeles em 1997 dedicada ao público hispânico e especializada em rock.